# آلان ماتورو
آلان ماتورو (انگلیسی: Alan Matturro؛ زادهٔ ۱۱ اکتبر ۲۰۰۴) بازیکن فوتبال اهل اروگوئه است.
وی همچنین در تیم‌های ملی فوتبال زیر ۱۵ و زیر ۲۰ سال اروگوئه بازی کرده‌است.